# ناگاناگانی
ناگاناگانی (به انگلیسی: Naganagani) یک شرکت هواپیمایی با کد ایکائو BFN است که در تاریخ ۱۹۸۴ میلادی تأسیس شده است.